# Kortárs Magyar Galéria
A Kortárs Magyar Galéria kortárs magyar képzőművészeti gyűjtemény és galéria Dunaszerdahelyen. Címe: 929 01 Dunaszerdahely, Szabó Gyula utca 304/2. (Vermes-villa).
A felvidéki magyar művészek alkotásai mellett gyűjteményét magyarországi és Európa-szerte élő magyar képzőművészek alkotásai egészítik ki. A galériát működtető alapítványt Luzsicza Lajos kezdeményezésére 1994-ben hozták létre. Gyűjteményében több mint nyolcszáz műalkotás található. Az intézmény Dunaszerdahely egyik legpatinásabb épületében, a Vermes Ferenc főszolgabíró által 1904 és 1909 között építtetett villában található. Időszakos kiállításokat szervez magyar képzőművészek alkotásaiból, emellett gyűjteményét rendszeres időközönként bemutatja. Számos kulturális kísérőrendezvényt szervez, így koncertek, könyvbemutatók, workshopok és előadások is megvalósulnak a Vermes-villában. Évente megrendezi a Nemzetközi Művésztelepet, a Múzeumok Éjszakáját, de rendszeresen itt zajlik a Vészfék Fesztivál, a Dunaszerdahelyi Kastélyfesztivál és a HistoryCon - Kortárs Magyar Történelmiregény-írók Fesztiválja is.

## Külső hivatkozások
- A galéria honlapja